# Roșcanii de Jos, Rezina
Roșcanii de Jos este un sat din cadrul comunei Ghiduleni din raionul Rezina, Republica Moldova.